# Sople (Małdyty)
Pour les articles homonymes, voir Sople.
Sople est un village polonais de la voïvodie de Varmie-Mazurie, dans le powiat d'Ostróda.